# Entephria multivagata
Entephria multivagata är en fjärilsart som beskrevs av George Duryea Hulst 1881. Entephria multivagata ingår i släktet Entephria och familjen mätare. Inga underarter finns listade i Catalogue of Life.